# Rue d'Amboise (Lyon)
Pour les articles homonymes, voir Rue d'Amboise.
La rue d'Amboise est une rue du quartier de Bellecour située sur la presqu'île dans le 2e arrondissement de Lyon, en France.

## Situation et accès

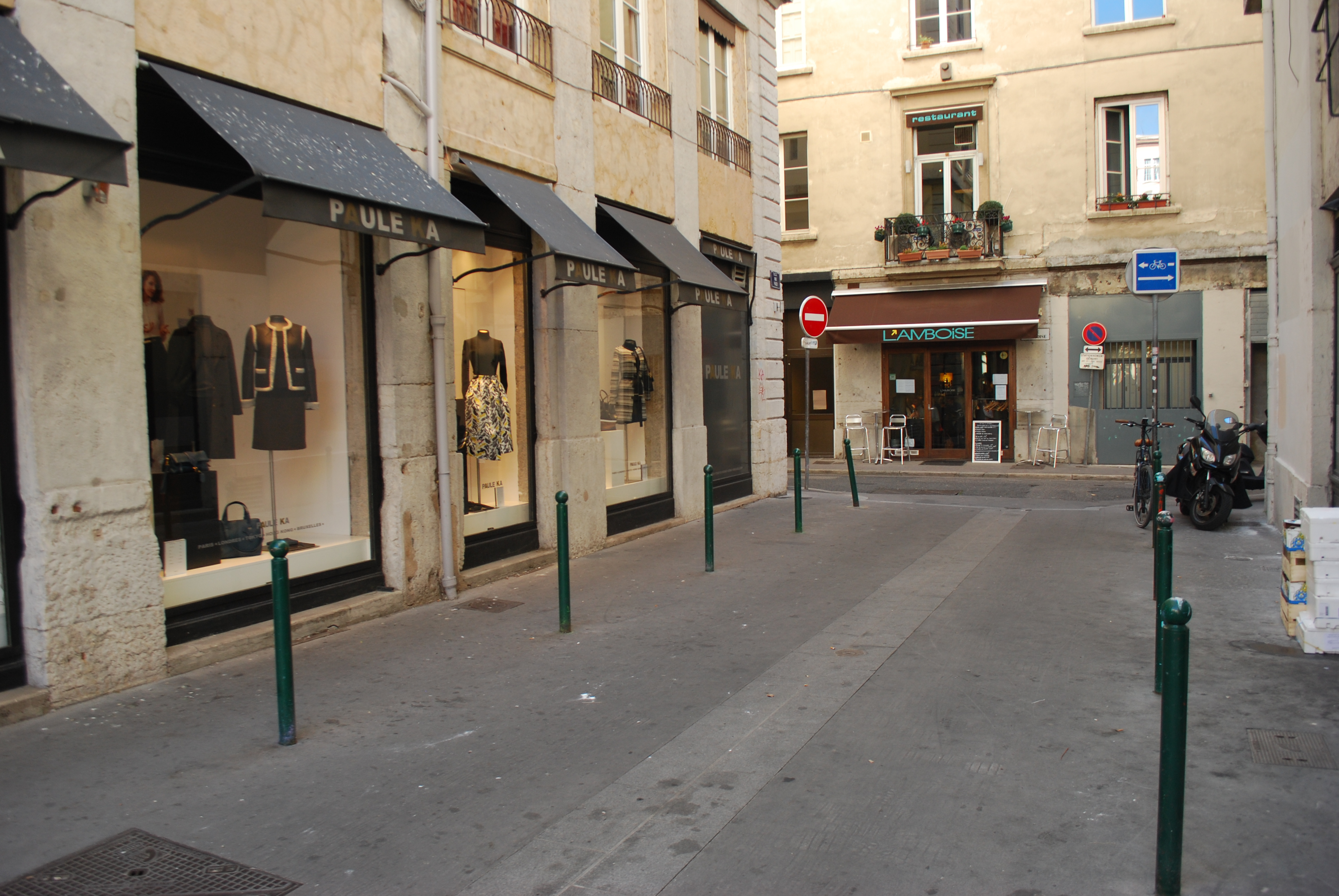
Rue d'Amboise (Lyon)

La rue commence quai des Célestins et se termine rue Moncharmont. La rue de Pazzi débute rue d'Amboise tandis que la rue des Templiers s'y termine. La circulation se fait dans le sens inverse de la numérotation et à double-sens cyclable avec un stationnement d'un seul côté.

## Origine du nom
La rue doit son nom à Georges d'Amboise (1460-1510) aumônier du roi Louis XI et archevêque de Montauban. Louis XII le choisit comme premier ministre. Il meurt en 1510 dans le couvent des Célestins de Lyon. Son corps est ramené dans le mausolée dans la chapelle de la Vierge de la cathédrale de Rouen tandis que son cœur reste dans le couvent de Lyon.

## Histoire
La rue est ouverte en 1791 dans le terrain du couvent des Célestins supprimé en 1778.
Au N°6, c'est ici que Louis Perrin (1799-1865) fonde son imprimerie en 1822 et crée les caractères dit augustaux.